# Canção do amor demais
Canção do amor demais è un album della cantante brasiliana Elizeth Cardoso, pubblicato dalla Festa nel 1958 (Festa LDV 6002).

## Il disco

### La storia
Canção do amor demais è convenzionalmente considerato l'album discografico che segnò l'inizio della bossa nova, il genere musicale che si sviluppò in Brasile a partire dalla fine degli anni cinquanta.
In realtà si tratta di una raccolta di canzoni in stile samba-canção affidati alla voce di una delle più celebri cantanti del genere. L'importanza del disco è attribuita al fatto che, per la prima volta, si riunirono in un unico progetto coloro che sono considerati i padri della bossa nova: il musicista e compositore Antônio Carlos Jobim, il poeta e paroliere Vinícius de Moraes e il cantante e chitarrista João Gilberto. In particolare, Canção do amor demais è ricordato per la presenza di due brani, Outra vez e Chega de saudade, nei quali è ascoltabile per la prima volta la famosa batida di João Gilberto, cioè il suo modo rivoluzionario di suonare la chitarra che influenzò in modo determinante la musica brasiliana negli anni successivi.
La Festa, di proprietà del giornalista Irineu Garcia, era una piccola casa discografico di Rio de Janeiro, specializzata nella pubblicazione, in piccola tiratura, di dischi di poesie recitate dagli autori o da attori professionisti. Sembrò quindi una buona idea quella di realizzare un disco con le poesie del già celebre poeta Vinícius de Moraes. Sembrò un'altrettanto buona idea quella di realizzarlo in forma musicale, con l'ausilio di Antonio Carlos "Tom" Jobim, compositore già abbastanza affermato, che aveva già collaborato con de Moraes alla realizzazione della piéce teatrale Orfeu da Conceição nel 1956.
Poiché Garcia era in rapporti con il ministero degli esteri brasiliano, per il quale tra l'altro de Moraes lavorava come diplomatico, sarebbe stato troppo frivolo attribuire al poeta/diplomatico la paternità delle letras (dei testi). Si trattava nelle intenzioni di un'operazione culturale, non sarebbe stato elegante mescolarla alle "canzonette", alla musica popolare. Per tenersi buono il ministero, sulla copertina del long playing fu così scritto «Poesia - Vinicius de Moraes» e «Música - Antônio Carlos Jobim».
Per la scelta dell'interprete si pensò prima a Dolores Duran, cantante molto di moda all'epoca, ma poi, pare per motivi economici e per accontentare Vinicius, si optò per Elizete Cardoso (come si faceva chiamare in quel periodo). La casa discografica Copacabana, per la quale Elizete era sotto contratto, accetto di "prestare" la cantante a condizione che il suo nome apparisse sulla copertina. Jobim, responsabile degli arrangiamenti, iniziò a scegliere i musicisti. Nelle sue intenzioni, per rendere più sofisticata l'operazione, l'orchestra doveva assomigliare a una formazione di musica da camera, con una ridotta sezione d'archi.
Il disco fu registrato nel gennaio del 1958 alla Odeon, poiché la Festa non disponeva di uno studio di registrazione, e fu lanciato nell'aprile-maggio dello stesso anno. La Odeon curò anche la distribuzione del disco (per il quale era prevista una tiratura superiore alle circa 2 000 copie dei tipici dischi della Festa). Vinicius voleva intitolarlo Eu não existo sem você, Tom preferiva Chega de saudade: alla fine decise il produttore Irineu Garcia. Il titolo del disco, e dell'ultima canzone, derivava direttamente da quello di un grande successo di Elizeth Cardoso dei primi anni cinquanta, Canção do amor, con l'aggiunta di demais, cioè una sorta di "ritorno", di "seconda puntata": Un'altra canzone d'amore.
In quel periodo Jobim, che lavorava anche per la Odeon, stava cercando di far incidere qualcosa al chitarrista João Gilberto, semisconosciuto dal pubblico, ma già un punto di riferimento dei giovani musicisti (Roberto Menescal e gli amici che si ritrovavano a casa di Nara Leão) che di lì a poco sarebbero diventati la turma da bossa nova. Alla fine João Gilberto suonò, con un po' di rammarico e senza essere accreditato nelle note, in soli due pezzi e partecipò ai cori di una di queste. Ma questo bastò, come poi fu più volte detto e scritto, a cambiare la musica brasiliana.
Il suo caratteristico tocco e il ritmo incalzante della sua batida sono ben presenti in Chega de saudade, canzone che anche come caratteristiche armoniche e ritmiche, e come testo, era un passo avanti rispetto alle altre, pur molto belle, canzoni del disco.
Fu la sua prima apparizione in sala d'incisione dopo gli anni bui in cui aveva abbandonato Rio de Janeiro. Dopo Canção do amor demais, João Gilberto riuscì, grazie a Tom Jobim, a incidere la sua celebre versione di Chega de saudade che diventò il primo esempio compiuto di bossa nova. Aveva tentato di insegnare a Elizeth Cardoso come, secondo lui, la canzone andava cantata, ma "a Divina", come la definì Vinicius, non prestò molta attenzione ai consigli dell'impertinente bahiano. Gilberto pensò bene di inciderla lui, alla sua maniera: la lezione fu imparata molto bene da quasi tutti i musicisti e cantanti brasiliani che iniziarono a copiare la sua voce, il suo ritmo e la sua batida. Elizeth comunque si fece accompagnare dalla chitarra di Gilberto nel film Pista de Grama, realizzato poco dopo l'incisione di Canção do amor demais, nel brano Eu não existo sem você (da cui è tratto). Gilberto suonò anche in un successivo disco della cantante, Naturalmente del 1959.
Elizeth Cardoso, senza volerlo, contribuì ancora in maniera significativa all'esplosione della bossa nova. Sempre nel 1958 partecipò all'incisione della colonna sonora del film Orfeu negro che vinse la Palma d'oro a Cannes e l'Oscar come miglior film straniero nel 1959 e che lanciò nel mondo le canzoni di Vinicius, Jobim e Luiz Bonfá. Non si parlava ancora di bossa nova (l'espressione iniziò a diffondersi massicciamente mesi dopo), Elizete Cardoso e Agostinho dos Santos (l'interprete maschile che fu preferito a João Gilberto) erano ben lontani dall'essere cantanti di bossa nova, ma le canzoni fecero il giro del mondo e furono il trampolino di lancio per tutti i futuri grandi nomi del genere.
Nelle sue note manoscritte della contro-copertina di Canção do amor demais, Vinícius de Moraes scrisse un elogio alla sua amicizia con Irineu Garcia e con Elizete e alla sua parceria con Tom Jobim.
(Vinícius de Moraes, note di copertina di Canção do amor demais, 1958)
Anni dopo, Vinícius de Moraes scrisse, con Toquinho, una canzone omaggio alla sua parceria con Jobim e nel testo ricordò la realizzazione di Canção do amor demais e le prove a casa del compositore, in Rua Nascimento Silva 107, a Ipanema.
(Vinícius de Moraes, Carta ao Tom 74, 1974)
Canção do amor demais, oltre a essere una sorta di spartiacque tra la vecchia musica e la bossa nova, fu anche uno dei primi songbook della storia discografica brasiliana: in un unico LP erano presenti canzoni composte da un'unica coppia di autori, cantate da un'unica interprete, in gran parte inedite (solo Outra vez, era già stata incisa in precedenza, da Dick Farney nel 1954) e non come raccolta di canzoni già pubblicate su 78 giri.

### La musica
L'album contiene canzoni scritte da Antônio Carlos Jobim e Vinícius de Moraes insieme e alcune da soli. Si tratta prevalentemente di brani romantici, vicini al samba-canção, nei quali l'arrangiamento di Jobim spazia dalla tradizione brasiliana con un occhio di riguardo alla canzone statunitense e alla sua amata musica classica. La scelta musicale fu quella di ridurre al minimo la pesantezza dell'orchestra e già questo fu una decisa novità. In Estrada branca, Elizete fu accompagnata solo dal pianoforte di Jobim, in 
Medo de amar solo dal contrabbasso, in Chega de Saudade, a parte l'introduzione lasciata al trombone di Maciel, e in Outra vez, l'orchestra è sostituita, di fatto, dalla chitarra di João Gilberto.
Nei testi di Vinicius è ancora presente a tratti l'atmosfera melodrammatica e tragica tipica della canzone brasiliana dell'epoca (Serenata do adeus), peraltro congeniale a Elizeth Cardoso che ne era una delle massime interpreti. Si inizia però a respirare un'aria nuova nei versi e nella musica, armonicamente audace, di Chega de saudade. La saudade inizia a perdere i suoi connotati tragici e si trasforma in qualche modo in speranza per il futuro. La canzone è la sintesi dell'opinione di Jobim secondo cui tristezza e felicità condividono la stessa bellezza.
Il samba (tutto era samba per Vinicius) e la bossa nova si affacciano, oltreché in Chega de saudade, anche in Outra vez, grazie alla chitarra di João Gilberto, e in Vida bela, la canzone più "nordestina" del disco. Il jazz è accennato nelle note di pianoforte di Estrada branca.
In Chega de saudade i cori sono di Jobim stesso e di João Gilberto e di un suo vecchio amico d'infanzia ai tempi di Juazeiro, con cui fondò nel 1946 il gruppo vocale Enamorados do Ritmo, Walter Santos, che diventerà in seguito un noto autore di canzoni con la moglie Teresa Sousa e la cui figlia, Luciana Souza, diventerà un'apprezzata cantante.

## Tracce
1. Chega de saudade - (Antônio Carlos Jobim, Vinícius de Moraes) - 3:28
2. Serenata do adeus - (Vinícius de Moraes) - 3:08
3. As praias desertas - (Antonio Carlos Jobim) - 2:14
4. Caminho de pedra - (Antonio Carlos Jobim, Vinícius de Moraes) - 2:48
5. Luciana - (Antonio Carlos Jobim, Vinícius de Moraes) - 1:35
6. Janelas abertas - (Antonio Carlos Jobim, Vinícius de Moraes) - 3:05
7. Eu não existo sem você - (Antonio Carlos Jobim, Vinícius de Moraes) - 1:59
8. Outra vez - (Antonio Carlos Jobim) - 1:53
9. Medo de amar - (Vinícius de Moraes) - 3:07
10. Estrada branca - (Antonio Carlos Jobim, Vinícius de Moraes) - 2:27
11. Vida bela - (Antonio Carlos Jobim, Vinícius de Moraes) - 2:08
12. Modinha - (Antonio Carlos Jobim, Vinícius de Moraes) - 2:01
13. Canção do amor demais - (Antonio Carlos Jobim, Vinícius de Moraes) - 1:44

## Formazione
- Elizete Cardoso – voce
- Antônio Carlos Jobim – arrangiamento, direzione e pianoforte
- João Gilberto (non accreditato) – chitarra in Chega de saudade e Outra vez
- Irany Pinto – violino
- Copinha (Nicolino Cópia) – flauto
- Gaúcho e Maciel – trombone
- Herbert – tromba
- Vidal (Pedro Vidal Ramos) – contrabbasso
- Juquinha – batteria
- Sezione d'archi (sette violini, due viole e due violoncelli) non identificati[7]
- João Gilberto, Antonio Carlos Jobim e Walter Santos – cori in Chega de saudade